# Floriano (Barra Mansa)
Floriano, antigo Ribeirão da Divisa, é o segundo distrito do município brasileiro de Barra Mansa, Estado do Rio de Janeiro.
O distrito recebeu este nome em homenagem ao segundo presidente do Brasil, o marechal Floriano Peixoto, que morreu em uma fazenda nesta localidade.
Situado entre as cidades do Rio de Janeiro e de São Paulo, cortado pela Rodovia Presidente Dutra, pelo Ramal de São Paulo da antiga Estrada de Ferro Central do Brasil e pelo Rio Paraíba do Sul. Distante aproximadamente vinte quilômetros da sede do município, é o distrito que proporcionalmente gera mais renda para a cidade de Barra Mansa.